# Gran felí amb dents de sabre d'Incarcal
El gran felí amb dents de sabre d'Incarcal és un crani de felí que es troba al Museu Arqueològic Comarcal de Banyoles.

## Descripció
Es tracta d'un crani sencer, llevat de la mandíbula, d'un mascle adult d'un gran felí del Quaternari inferior (1,3 milions d'anys abans d'ara). Es tracta d'una espècie (Homotherium latidens) que popularment és coneguda com a tigre amb dents de sabre. Hi destaquen al maxil·lar les seves enormes dents canines, una característica d'aquesta espècie. Fa 27 per 13 cm. Procedeix del jaciment paleontològic d'Incarcal (Crespià, Pla de l'Estany) i està exposat a la sala de Paleontologia del Museu Arqueològic Comarcal de Banyoles (MACB).

## Història
En aquesta mateixa sala s'hi conserven nombroses restes fòssils de grans mamífers que visqueren a la comarca al principi de l'era Quaternària, ara fa 1,3 milions d'anys, procedents de l'esmentat jaciment d'Incarcal i també del de la Bòbila Ordis (Porqueres), del mateix període.
L'excavació del jaciment d'Incarcal, dirigida per l'Institut Català de Paleontologia Miquel Crusafont, de Sabadell, va començar l'any 1984 i va durar en una primera fase fins al 1990. Posteriorment, s'hi han fet d'altres intervencions. En aquestes excavacions s'han recuperat abundants restes fòssils de grans mamífers (elefants, hipopòtams, rinoceronts, grans cèrvids, cavalls i bisons), al costat de carnívors temibles com els tigres amb dents de sabres o les grans hienes. No hi manquen altres espècies més petites com la tortuga d'estany, ocells rapinyaires i gripaus.
Aquests animals degueren caure accidentalment dins dels estanyols que hi havia al Quaternari Inferior en aquesta zona de Crespià o de la Bòbila Ordis. Allí quedaren atrapats i foren recoberts posteriorment per argiles vermelles. Formen un dels millors conjunts de fauna d'aquesta època, molt anterior a les primeres ocupacions humanes de les coves de Serinyà.